# Hyères
Hyères (pronunciato /jɛʁ/, in francese, Ieras in provenzale secondo la norma classica e Iero /ˈjeɾ.ɔ/ secondo la norma mistraliana) è un comune francese situato nel dipartimento del Var della regione della Provenza-Alpi-Costa Azzurra.
Famosa stazione balneare, segna il limite occidentale della Costa azzurra, ed è conosciuta anche come Hyères-les-Palmiers per le 7.000 palme ospitate nei suoi giardini.

## La città

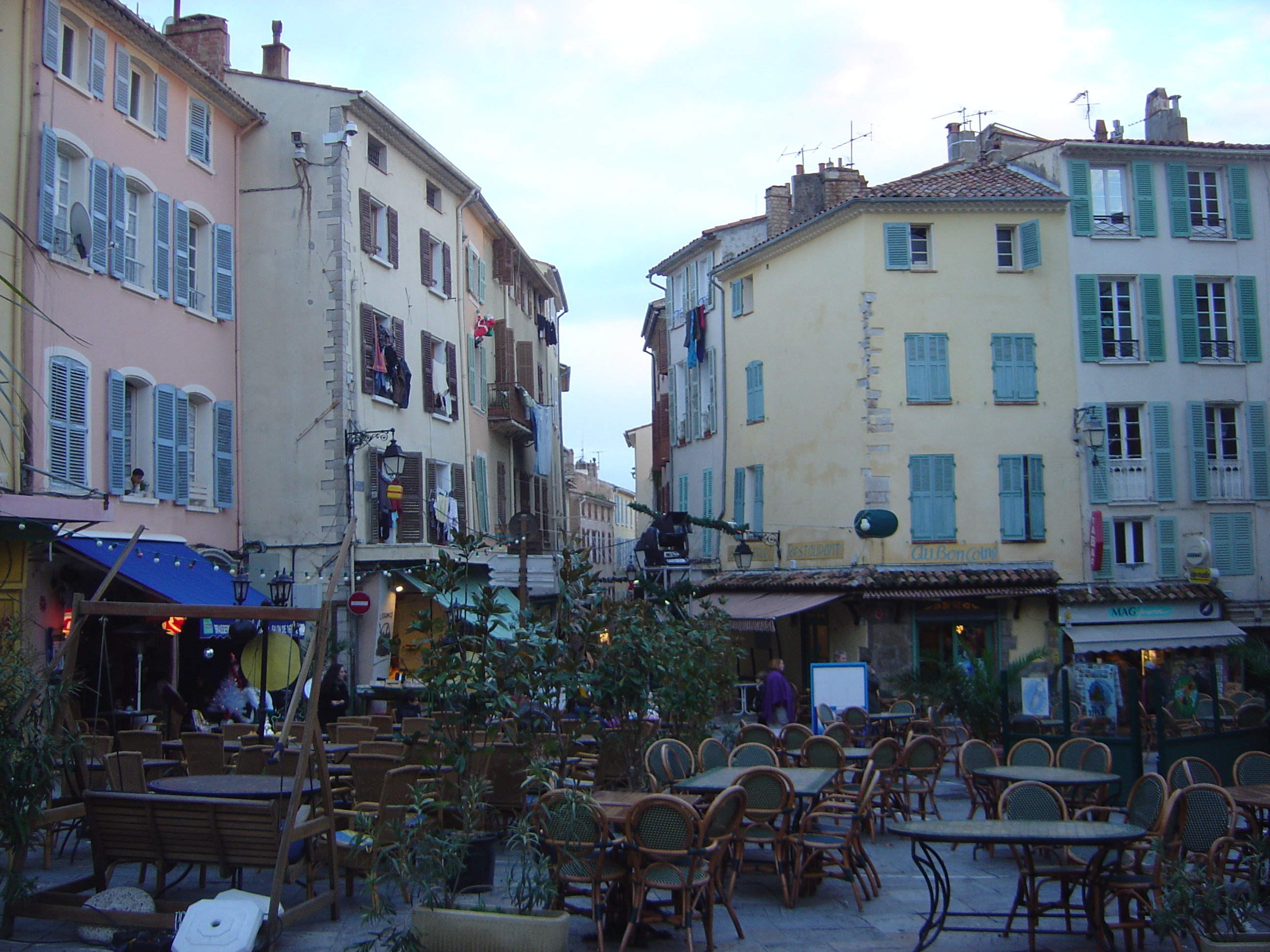
Una piazza di Hyères

Hyères, dopo la fine del XVIII secolo, divenne una delle località di villeggiatura più frequentate della Costa Azzurra tanto da ospitare numerosi personaggi illustri, tra i quali la regina Vittoria, Robert Louis Stevenson e Edith Wharton.
Le attrattive principali sono lungo le stradine medievali della Vieille Ville (Città Antica), percorrendo le quali si giunge, attraverso Place Massillon, sede quotidiana di un mercato, alle rovine del castello ed a un punto panoramico con vista sulla costa.
La città moderna è pervasa da un'ovattata atmosfera Belle Époque.
Hyères, che continua ad attirare un gran numero di turisti, è uno dei centri più attrezzati per gli sport acquatici.

## Isole e penisola
Il territorio di Hyères è arricchito dalla presenza della penisola di Giens e dalle Isole di Hyères, che fanno parte del Parco nazionale di Port-Cros.
La roccia presente su isole e penisola è la mica scistosa, i cui riflessi spiegano il noto nome di "isole d'oro".

### Penisola di Giens
Giens è il capoluogo della penisoletta omonima (in occitano provenzale: la lenga de Gienh secondo la norma classica o la lengo de Gien secondo la norma mistraliana), che rimane collegata al continente da due sottili strisce di terra chiamate tombolo est e tombolo ovest. Tra questi è presente una zona umida, con numerosi punti di osservazione per birdwatching, data l'assortita fauna ornitologica (più di 270 specie). Nel tombolo est, più largo, son presenti centri abitati, mentre il tombolo ovest, largo pochi metri e che quindi in caso di alta marea può essere soggetto a inondazione, viene sfruttato dai turisti soprattutto per sport come il windsurf e il kitesurf.
Le paludi son divise in Salins des Pesquiers, a nord, e Étangs de Pesquiers, a sud. Non sono da confondere con le Vieux Salins, sulla parte continentale, vicino al quartiere omonimo, Les Salins, anch'esse parte del parco suddetto.
Il promontorio di Giens, definito da numerose falesie e ricoperto da una fitta foresta litoranea, è stato sede, dopo Napoleone, di un marchesato. È ancora presente un vecchio castello.

### Porquerolles
Porquerolles è l'isola più grande delle tre, lunga 7 km e larga 3, è caratterizzata da una flora assai varia con piante provenienti da paesi esotici. Il centro principale dell'isola, Porquerolles, è molto più simile a un insediamento coloniale nordafricano che a un villaggio della Provenza.
Nel 1820 divenne sede di una casa di riposo per le truppe che si erano distinte al servizio di Napoleone Bonaparte.

### Port-Cros
Port-Cros, isola collinosa e lussureggiante, copre una superficie di solo 2,5 km². Con i suoi 195 m di altezza è la più alta di tutto l'arcipelago.
È diventata parco nazionale nel 1963.
Oltre ad essere protetta tutta la meravigliosa flora e tutta la fauna, su Port-Cros sono protette anche le acque che la circondano, esiste persino un percorso a nuoto di 300 m. Gli splendidi fondali sono popolati da rari pesci di scoglio.

### Isola di Levante
La brulla isola di Levante è raggiungibile in barca da Port-Cros. Qui vi si trova la più antica colonia nudista francese, fondata nel 1931.
La zona orientale dell'isola, occupata dalla Marina nazionale, è chiusa al pubblico.

## Geologia
Il complesso è il risultato della somma di due momenti orogenetici: quello ercinico (320-300 milioni di anni fa) e quello alpino (70-30 Ma).
Hyères si situa al limite tra Provenza cristallina e Provenza calcarea. La prima è costituita dal massiccio Maures, i cui sedimenti, formati tra 500 e 350 Ma e metamorfizzati e deformati dall'orogenesi ercinica, si approfondano sotto il comune di Hyères all'altezza di le Fenouillet e dei Maurettes (colline a Nord della città) per riapparire all'altezza del Massiccio centrale. Giens e le isole d'oro fanno parte del Maures, da cui si sono separate a causa dell'innalzamento del livello del mare durante le ultime glaciazioni.
Da Hyères inizia, verso ovest, la Provenza calcarea e argillosa, proveniente dall'erosione delle catene erciniche, tra i 290 e i 210 Ma. Durante Giurassico e Cretacico il mare occupa la depressione descritta e, verso i 70 Ma, comincia la deformazione alpina, di cui una manifestazione è il Monte degli uccelli tra l'Almanarre e Carqueiranne.

## Storia
Le isole d'oro furono teatro di numerosi avvenimenti, data la loro posizione strategica lungo le rotte commerciali. Sede di diversi monasteri, furono usate come rifugio dai pirati di tutte le epoche. La città invece ha uno sviluppo lento, nascendo probabilmente durante l'alto medioevo, dalle ceneri di due importanti fortezze poco lontane, Olbia e Pomponia, greca la prima e romana la seconda.

### Storia antica
Intorno al 1200 a.C. i liguri colonizzano la costa provenzale . A Costebelle, sul promontorio di Notre Dame de la Consolation è presente un oppidum ligure.
Nel 900 a.C. vi si stabiliscono i fenici. Nell'800 a.C. circa i Celti si fondono coi liguri di Provenza, formando la confederazione dei Salluvi.
Tra 600 e 540 a.C. due flussi migratori di focesi migrano dalla polis greca in Provenza, dove fondano Marsiglia.
Alla fine del IV secolo a.C. i massalioti fondano la stazione marittima commerciale e militare di Olbia, ai piedi del promontorio Costebelle.
Nel 124 a.C. i romani, venuti in soccorso di Marsiglia contro i Salluvi, si aggiudicano l'intera costa dal Var al Rodano, fino a conquistare tutto il territorio che si interponeva tra Italia e possedimenti iberici.
Nell'80 a.C. Scimno di Chio, geografo greco, situa Olbia presso Tauroeis (Saint-Cyr-sur-Mer?).
Nel 67 a.C. a Marco Pomponio viene affidato il compito di difendere il traffico marittimo contro la pirateria. A tal motivo fonda due fortezze, chiamate entrambe Pomponia, una vicino ad Olbia e una nell'isola di Meso (Porquerolles? Port-Cros?).
Strabone descrive le isole Stoechades nel numero di cinque, tre più grandi e due piccole, "i massalioti (odiernamente marsigliesi) le coltivano", "sono dei buoni approdi" e "posseggono una guarnigione, posta là a guardia delle incursioni dei pirati". Cita Olbia come colonia massaliota.
Nel 43 Pomponius Mela, geografo romano, situa Olbia tra Athenopolis (Saint-Tropez?) e Tauroentum (Saint-Cyr).
L'Antonini Itinerarium (160) cita Pomponiana come un porto di galere romane, ma non Olbia. Claudio Tolomeo invece situa Olbia sul territorio dei Commoni, a Est di capo Sicié (Six-Fours-les-Plages).
Nel 293 il Narbonese viene diviso in due: ciò che si trova a Est del Rodano (e quindi anche Hyères) diventa Gallia Viennense, dalla città di Vienne. Nel 381 questa verrà smembrata, con la creazione della Narbonensis secunda, con capitale Aquae Sextiae.
Nel V secolo Stefano di Bisanzio cita Olbia come città dei liguri presso il monte Olbianus (Monte degli Uccelli?).
Nel 375 sant'Onorato d'Arles fonda un monastero, la celebre abbazia di Lerino, sulle isole di Lerino. Assieme a san Caprasio raggiunge le isole di Hyères, dove si trovavano numerosi anacoreti. Nel 410 l'isola di Levante accoglie il primo monastero. I monaci sviluppano molto l'agricoltura, la viticoltura, la pesca del tonno e la raccolta dei coralli. Verrà poi fondato anche un monastero a Port-Cros, nel piano di Notre-Dame (a Est). Un altro monastero nascera fra il 420-450 a capo Mèdes di Porquerolles.
Sotto gli ostrogoti il monachesimo provenzale fiorisce ulteriormente. Il regno ostrogoto è formalmente dipendente dall'Impero Bizantino, ma nel 536 la Provenza passa sotto il controllo dei Franchi di Childeberto I.
Le isole divengono oggetto di numerose incursioni da parte dei Saraceni. Si ricordano quelle del 736-739, quando intervenne Carlo Martello, i due sacchi di Marsiglia dell'838 e dell'842, fino all'insediamento di Frassineto (888). Molti abitanti delle isole sono deportati come schiavi in Africa.

### Storia medievale
La regione di Hyères, Giens e le isole sono state in ogni epoca soggette a incursioni, razzie e distruzioni da parte dei pirati e poi dei Saraceni. Ma anche via terra i pericoli abbondano: nel 578 i Longobardi, durante il cosiddetto periodo dei Duchi, invadono la Provenza merovingia: il re Gontrano li scaccia fino in Italia, ma Olbia è distrutta. È probabilmente di questi anni la transizione di Hyères da abitato periferico a punto di riferimento delle contrade d'intorno.
Nell'843 Lotario si aggiudica, col trattato di Verdun, la Lotaringia, insieme di territori tra i quali si annovera anche la Provenza che, alla sua morte, assieme al Viennese formerà un reame indipendente sotto Carlo. Nel 933 Ugo d'Arles, nominato governatore della Provenza sotto re Ludovico il Cieco, in cambio della corona ferrea d'Italia, cede la Provenza a Rodolfo II di Borgogna. Il nuovo regno è denominato regno di Arles o "delle due Borgogne", poiché la Provenza venne allora considerata "Bassa Borgogna" o Borgogna Cisgiurana, mentre la Borgogna propria era detta "Transgiurana" o "Alta Borgogna". Ha vita breve, passando nel 1032 sotto la giurisdizione del Sacro Romano Impero Germanico, nonostante la Provenza continui a essere amministrata da un Conte.
Attorno al 940 Bosone II di Provenza crea il viscontado di Marsiglia che affida a Pons di Fos. Luogotenenti dei Conti di Provenza, i "Visconti per grazia di Dio... e per negligenza dei conti di Provenza" riescono pian piano ad allargare la loro influenza nei territori circostanti fino a Hyères e le sue isole. La situazione va peggiorando: già nel 1000 la Provenza è divisa tra numerose famiglie, i Baux, i Fos, i d'Agoult, i Châteaurenard, i de Pontevès e i Castellane.
Nel 963 re Corrado delle due Borgogne concede il territorio di Hyères all'abbazia di Montmajour, vicino ad Arles. È in questa carta che si cita per la prima volta
Eyras, le saline e le zone di piscicultura.
Nel 990 Pons di Fos, visconte di Marsiglia, si aggiudica la parte est dello smembramento della Diocesi di Tolone, dove si situa Hyères. La Provenza teoricamente è una contea del Sacro Romano Impero Germanico, ma è gestita dai visconti di Marsiglia. Nel 1050 Goffredo I di Marsiglia, visconte, e i suoi fratelli, rendono omaggio al conte di Provenza Goffredo I, dalla loro sede di Fos e dalla fortificazione Castrum Arearum, volgarmente conosciuta come Héras, che diverrà l'attuale Hyères. A sud di questa, vicino al sito di Olbia, vi è la fonte di Alma Narra, oggi l'abitato di l'Almanarre.
Nel 1056 Guy e Astrude di Fos donano alla chiesa di San Nicola a Les Salins di Hyères la decima dei conigli delle isole d'oro.
Pons Isnard de Flayosc dona al monastero di San Vittore a Marsiglia Les Bormettes e les Salins.
Nel 1140, Goffredo II visconte di Marsiglia, dopo aver istituito un marchesato a Fos-sur-Mer per suo figlio Pons III, gli associa Hyères e le sue isole e la signoria di Brégançon.
Patti di natura commerciale vengono stipulati tra Hyères e i genovesi nel 1139 e nel 1174.
È del 1187 la faida per la successione al castello di Hyères tra Guy de Fos e Amiel de Fos.
Nel 1192 il conte di Provenza interviene con la forza attaccando di sorpresa il castello.
Nel 1217 Raimondo Goffredo di Fos, trovandosi economicamente alle strette, vende a Marsiglia i suoi possedimenti, tra i quali Hyères, Brégançon e le saline delle isole d'oro. Nonostante molti si oppongano a questa vendita, verrà poi confermata dal conte di Provenza Raimondo Berengario nel 1223.
Nel 1238 Hyères è definita da Salimbene de Adam come castrum grandement peuplé. L'attività era essenzialmente agricola e diversificata: giardini, colture cerealicole, vigne, mirto, olivi, eccetera. Il regolamento di polizia del 1238 cita la presenza di una rete d'irrigazione regolata da chiuse. Il medesimo elenca le ammende predisposte a sanzione di eventuali comportamenti lesivi per la comunità, come, in particolare, deviare le acque per favorire il proprio terreno.
Nel luglio del 1254, Luigi IX di Francia, di ritorno con 14 navi dalla settima crociata, sbarca a Hyères, con la sposa e i tre bambini. Viene ricevuto da Bertrand e Roger de Fos.
Nel 1257 Carlo I d'Angiò pretende che i conti di Fos, Roger, Bertrand e la sorella Mabille, evacuino il castello di Hyères, poiché rivendica a sé la città e le isole. Marsiglia gli restituisce Brégançon. In cambio, Carlo I dona ai Fos ventidue città e villaggi, compresa Bormes-les-Mimosas.
Nel 1353 Giovanna I di Napoli aliena numerosi territori, tra cui Hyères al conte di Beaufort Guillaume Roger, parente di papa Clemente VI, ma Luigi I d'Angiò, a lei succeduta, nel 1383 revoca tutte queste cessioni.
Dal 1387 al 1406 Hyères e Brégançon sono affidati a un avventuriero genovese, il capitano Baldassarre Spinola, che tradì Carlo di Durazzo per Maria di Blois, vedova di Luigi I d'Angiò. Più che amministratore, ne approfitta per depredare la costa hyèrois e tolonese. Hyères torna poi ad essere possedimento dei d'Angiò con Luigi II.
Nel 1437 Renato d'Angiò, per finanziare la sua spedizione per battere il re d'Aragona Alfonso V, vende Hyères per 100.000 fiorini, in particolare vende il castello tale Louis de Bellavalle.
Nel 1460 viene costruito il canale Béal, su iniziativa di Jean Natte. Questo inaugura una lunga serie di lavori volti a incrementare i quantitativi di acqua utile alla città (per usi personali, domestici, agricoli e industriali). Questo canale, dal Gapeau nel comune di Solliès-Ville, vicino a La Crau, alimenta i tre mulini ad acqua di Hyères a partire dal 1486.

### Storia moderna
Nel portolano di Piri Reìs l'arcipelago è citato come "le tre isole": Port-Cros è Uskudalu, "piccola isola che ripara dai venti del NordOvest"; la baia di Port-Man è Porto Korso, buon punto d'ormeggio, "dall'acqua salmastra"; il canale tra Port-Cros e Levante è un "passaggio profondo", ma bisogna comunque stare attenti ad evitare le rocce che stanno a pelo d'acqua; la Gabinière è un isolotto rotondo detto "brav'uomo", dal suolo roccioso; Porquerolels è Pontara; il Grand Ribaud Rabaldi, piccola isola della quale tutte le coste sono un buon punto d'attracco; Hyères è Aris e Brégançon Barkansur.
Carlo III di Borbone, connestabile di Francia, scacciato dal suo re Francesco I, si mette al soldo del rivale Carlo V che lo pone a capo delle sue armate e nel 1524 lo spedisce in Provenza con l'obiettivo di recuperare il regno di Arles. Hyères e Brégançon resistono per poco tempo. Il maresciallo di Francia Jacques de La Palice lo rimanda indietro. L'assedio di Marsiglia viene tolto il 28 agosto. Ma Carlo III avrà l'agognata rivincita a Pavia, dove La Palice morirà e Francesco I sarà fatto prigioniero.
La rada di Hyères ospita le flotte prima di Carlo V (nel 1529 diretto verso l'Italia), poi del Barbarossa, dedito alla pirateria sulla costa provenzale, che scelse le isole d'oro come base dei suoi raid. Francesco I è a Hyères nel 1531, da dove istituisce il Marchesato delle Isole d'oro. Andrea Doria devasta la costa provenzale in nome di Carlo V, ma risparmia Hyères, ricco mercato per Genova. Nel 1536 Francesco I si allea col Barbarossa per battere gli spagnoli di Carlo V. La flotta del pirata è ancora alla rada di Hyères nel 1543.
Nel 1542 Francesco I installa il siniscalcato a Hyères, che si estende fino Tolone.
Nel 1564 Carlo IX passa cinque giorni a Hyères con sua madre Caterina de' Medici, e deplora il fatto che mori, turchi e altri pirati devastino Hyères e le sue isole, utilizzando queste ultime come rifugio. Poiché non vi è porto o fortezza sicura a Hyères, decide di investire 2.000 libbre per costruire il porto di Hyères e un canale che lo colleghi alla città. Di ciò incarica il cavaliere de Pelroye. Nel 1578 l'impresa passa al signor Boyer.
Nel 1580 la città subisce una terribile epidemia di peste.
Nel 1587 il neoeletto governatore di Provenza Jean Louis de Nogaret de La Valette duca di Épernon, fa il suo ingresso a Hyères.
Nel 1588 Hyères, durante l'ottava guerra di religione, si trova dalla parte del re di Francia Enrico III, mentre il marchese, il barone di Mévouillon, appoggia Carlo Emanuele I di Savoia. La Valette assedia il castello che, nel 1589, capitola.
Gianandrea Doria giunge alla rada d'Hyères con 20 galere e 2000 uomini per proseguire a Tolone.
Nel 1591 Pierre Jean Bompar disegna la prima carta della Provenza, inserendo Hieeres, Gien, Salines, Ribaudan, Ribaudin, Les Medes, Porqueroles, Port Cors, Bagueult, Titan, Bregancon.
Nel 1595 Enrico IV nomina Carlo I di Guisa governatore di Provenza. Poiché Hyères resta fedele ai d'Épernon, partigiani della Lega cattolica, viene assediata dalle armate reali guidate dal de Fagnes. Nel 1596, dopo una lunga resistenza, Hyères capitola, e il castello viene distrutto.
Nel 1608 Enrico IV di Francia propone agli hyèrois di ricostruire la città sulla penisola, a port Prado, ordine che non verrà mai eseguito.
Nel corso del XVI e XVII secolo, la povertà d'acqua potabile minacciava seriamente l'abitato. Nel 1695 un reggimento intero di soldati, che fece campo vicino a Hyères, si ammalò a causa della pessima qualità delle acque hyèrois e molti furono i morti. Nel 1698 un rapporto dell'amministrazione della comunità alla Provincia affermava che la città era ormai disabitata, principalmente per la mancanza di acqua potabile: Aquam nostram pecunia bibimers (in lingua francese: nous buvons notre eau à prix d'argent, et en effet si l'on veut avoir de l'eau bonne à boire, il faut l'aller chercher à un quart de lieu loing et au delà) (cioè: "l'acqua la beviamo a peso d'oro, e in effetti se si vuole dell'acqua buona da bere, bisogna uscire un quarto di lega fuori dalla città").

## Palmeti
Il nome di "Hyères les Palmiers" è legato alla presenza di almeno 7.000 palme in una trentina di specie.
Di certo pianta estranea alla macchia locale, la palma potrebbe essere arrivata in Europa per la prima volta di ritorno dalle crociate anche perché non se ne trova traccia a Hyères fino al soggiorno di Carlo IX e Maria de' Medici nel 1564.
Un secolo più tardi, in un atto del Consiglio hyèrois del 10 aprile 1679 si può leggere che le palme sono state distrutte da alcune gelate tardive, ma è solo durante il mandato (1830-1848) del sindaco Alphonse Denis che le palme diventano elemento ornamentale urbano di spicco. Forse prima realizzazione del genere in tutta la Francia, i palmeti di Hyères non lasciano indifferenti. Rari sono i visitatori del XIX secolo a non segnalare la presenza dei palmizi. Alexis Godillot, ricco industriale installatosi a Hyères sotto il Secondo Impero, acconsente ad aprire sui suoi terreni dei corsi bordati di palme (di cui uno ancora oggi porta il suo nome, avenue Godillot) e altri seguono il suo esempio. J'etais à Hyères, je me crus transporté dans une oasis de Libye, "son stato a Hyères, mi sembra di esser stato trasportato in un'oasi del deserto libico" scrive Lamartine nel 1840. Nel 1892 l'avenue des Palmiers (oggi avenue Clotis) lascia la regina Vittoria compiaciuta.
A partire dal 1873 comincia anche il commercio di palme, di cui una buona parte viene esportata all'estero.
Nel 2001 la Paysandisia archon, larva di una farfalla argentina, minaccia le palme hyèrois, a cui segue nel 2007 il Rhynchophorus ferrugineus, uno scarafaggio asiatico.

## Società

### Evoluzione demografica
Abitanti censiti

## Cultura

### Cinema
Nella cittadina e nei suoi dintorni è stato girato nel 1982 l'ultimo lungometraggio di François Truffaut: Finalmente domenica!.

## Geografia antropica

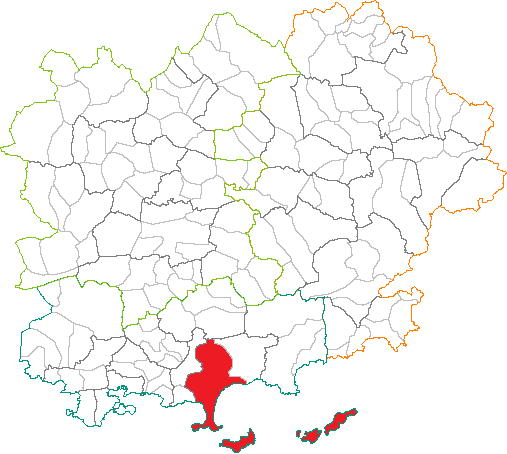
Posizione di Hyères nel Var

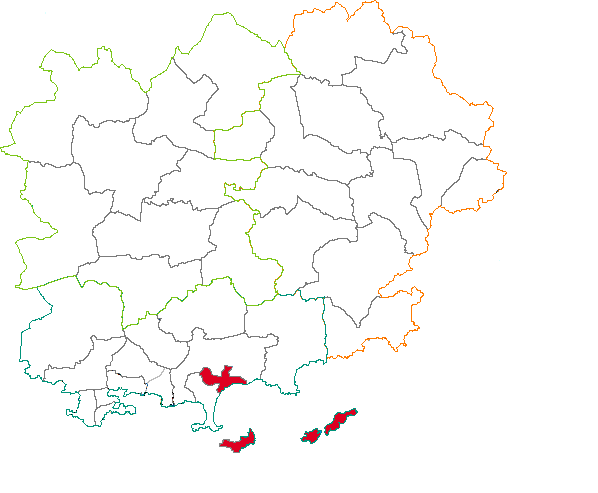
Divisione cantonale del territorio di Hyères. In evidenza il territorio di Hyères-Est

Il comune è diviso in tre parti: due cantoni, Hyères-Est e Hyères-Ovest, dei quali la città è capoluogo, e una frazione settentrionale che fa capo al Cantone di La Crau.
Tale suddivisione è il frutto di smembramenti successivi: La Crau divenne autonoma nel 1853, Carqueiranne nel 1894 e La Londe-les-Maures nel 1901. Questi tre comuni, pur non in contiguità (i primi due si trovano infatti a Ovest di Hyères, mentre La Londe a Est), appartengono, assieme alla frazione cantonale settentrionale di Hyères, al Cantone di La Crau.
I due cantoni Est e Ovest sono stati creati il 1º aprile 1998.